# Риз, Мэттью
Мэ́ттью Риз Э́ванс (англ. Matthew Rhys Evans; род. 8 ноября 1974, Кардифф, Уэльс, Великобритания) — валлийский актёр, наиболее известный по роли Кевина Уокера в телесериале «Братья и сёстры» (2006—2011), а также по роли Филипа Дженнингса в сериале «Американцы» (2013—2018).

## Биография
Мэттью Риз Эванс родился в городе Кардифф, где и рос вместе со своей старшей сестрой Рейчел Эванс, которая в настоящее время является журналисткой BBC. В семнадцать лет, сыграв главную роль Элвиса Пресли в школьной музыкальной постановке, Риз поступил в престижную Королевскую академию драматического искусства в Лондоне. Вскоре после этого, в 1993 году, он был удостоен стипендии Патрисии Ротермир.
В январе 1998 года он сыграл первую главную роль в карьере в фильме Greenstone, который снимался в Новой Зеландии. Затем он появился в фильмах «Титус», «Что случилось с Гарольдом Смитом?», «Настоящая Анна-Мари», где главную роль играла Рэйчел Гриффитс, с которой они впоследствии сыграли в телесериале «Братья и сёстры».
В 2000 году Риз сыграл главную роль в британском сериале «Метрополис». Он получил похвалу от критиков за игру в пьесе «Выпускник» наряду с Кэтлин Тёрнер. Он также снялся в таких фильмах как «На страже смерти» и «Обманщики». В 2006 году он снялся вместе с Бриттани Мерфи в независимом фильме «Любовь и другие катастрофы», а в 2008 году сыграл роль поэта Дилана Томаса в фильме «Запретная любовь» вместе с Кирой Найтли.
С 2006 по 2011 год Риз играл роль Кевина Уокера в американском телесериале «Братья и сёстры». Сериал принёс ему наибольшую известность в карьере. Начиная с 2013 года, Риз снимался в сериале «Американцы» с Керри Рассел. За роль в первом сезоне он номинировался на премию Ассоциации телевизионных критиков за личные достижения в драме.
В 2020 году Риз начал играть главную роль в сериале «Перри Мейсон», являющемся своеобразной предысторией к одноимённой серии книг Эрла Стэнли Гарднера. Работа Риза в роли Мейсона принесла ему ещё одну номинацию на Золотой Глобус. После второго сезона сериал был закрыт.
Риз поддерживает Партию Уэльса.
С 2013 года Риз состоит в отношениях с актрисой Кери Расселл. Их сын Сэм родился в мае 2016 года. В интервью 2021 года они называли друг друга мужем и женой.

## Фильмография

### Фильмы
| Год  | Название на русском                | Название на английском              | Роль             | Примечания                                       |
| ---- | ---------------------------------- | ----------------------------------- | ---------------- | ------------------------------------------------ |
| 1997 |                                    | House of America                    | Бойо             |                                                  |
| 1998 | Елизавета                          | Elizabeth                           |                  | Не указан в титрах                               |
| 1999 | Трансплантант                      | Heart                               | Шон Маккардл     |                                                  |
| 1999 | Что произошло с Гарольдом Смитом?  | Whatever Happened to Harold Smith?  | Рэй Смит         |                                                  |
| 1999 | Тит                                | Titus                               | Димитрий         |                                                  |
| 2000 | В поисках брата                    | Sorted                              | Карл             |                                                  |
| 2000 | Талиесин Джонс                     | The Testimony of Taliesin Jones     | Джонатан         |                                                  |
| 2000 | Персики                            | Peaches                             | Фрэнк            |                                                  |
| 2001 | Настоящая Анна-Мари                | Very Annie Mary                     | Ноб              |                                                  |
| 2002 | Стрелки                            | Shooters                            | Эдди             |                                                  |
| 2002 | Клуб похитителей                   | The Abduction Club                  | Джеймс Стрэнг    |                                                  |
| 2002 | На страже смерти                   | Deathwatch                          | Док Фэрветер     |                                                  |
| 2004 | Обманщики                          | Fakers                              | Ник Эдвардс      |                                                  |
| 2004 | Таблоид                            | Tabloid                             | Даррен Дэниэлс   |                                                  |
| 2006 | Любовь и другие катастрофы         | Love and Other Disasters            | Питер Симон      |                                                  |
| 2007 | Территория девственниц             | Virgin Territory                    | Граф Дзержинский |                                                  |
| 2008 | Запретная любовь                   | The Edge of Love                    | Дилан Томас      | Номинация — BAFTA Cymru лучшему уэльскому актёру |
| 2010 | Враг в отражении                   | Luster                              | Джозеф Миллер    |                                                  |
| 2010 | Патагония                          | Patagonia                           | Матео            |                                                  |
| 2015 | В мае делай всё, что тебе нравится | En mai, fais ce qu'il te plaît      | Перси            |                                                  |
| 2015 | Шеф Адам Джонс                     | Burnt                               | Монтгомери Риз   |                                                  |
| 2017 | Секретное досье                    | The Post                            | Даниэл Эллсберг  |                                                  |
| 2018 | Маугли                             | Mowgli: Legend of the Jungle        | Джон Локвуд      |                                                  |
| 2019 | Отчёт о пытках                     | The Report                          | репортёр         |                                                  |
| 2019 | Прекрасный день по соседству       | A Beautiful Day in the Neighborhood | Ллойд Фогель     |                                                  |

### Телевидение
| Год       | Название на русском        | Название на английском           | Роль                         | Примечания |
| --------- | -------------------------- | -------------------------------- | ---------------------------- | --- |
| 1997      | Резервное копирование      | Backup                           | Стив                         | 6 эпизодов |
| 1999      |                            | Greenstone                       | Сэм Маркхэм                  | |
| 2000      | Метрополис                 | Metropolis                       | Мэтью                        | Мини-сериал |
| 2001      | Затерянный мир             | The Lost World                   | Эдвард Мэлоун                | Телефильм |
| 2003      | Коломбо                    | Columbo                          | Джастин Прайс                | 1 эпизод |
| 2003      |                            | Partners and Crime               |                              | Телефильм |
| 2003      |                            | P.O.W.                           | Элфи Харрис                  | 1 эпизод |
| 2006      | Этот красавчик Браммелл    | Beau Brummell: This Charming Man | Лорд Байрон                  | Телефильм |
| 2006-2011 | Братья и сёстры            | Brothers & Sisters               | Кевин Уокер                  | Регулярная роль, 109 эпизодов |
| 2012      | Козёл отпущения            | The Scapegoat                    | Джон Стэндинг / Джонни Спенс | Телефильм |
| 2012      | Тайна Эдвина Друда         | The Mystery of Edwin Drood       | Джон Джаспер                 | Мини-сериал |
| 2013-2018 | Американцы                 | The Americans                    | Филип Дженнингс              | Регулярная роль Номинация — Премия Ассоциации телевизионных критиков за личные достижения в драме (2013) Номинация — Премия Выбор телевизионных критиков за лучшую мужскую роль в драматическом сериале (2013) Номинация — Премия Эмми в категории Лучший актёр в драматическом сериале (2016) Номинация — Премия Золотой глобус в категории Лучший актёр в драматическом телесериале (2017) |
| 2013      | Смерть приходит в Пемберли | Death Comes to Pemberley         | Мистер Дарси                 | Мини-сериал |
| 2020-н.в. | Перри Мейсон               | Perry Mason                      | Перри Мейсон                 | Главная роль |
| 2023-н.в. | Гремлины                   | Gremlins                         | Райли Грин                   | Главная роль |
| 2023      | Экстраполяции              | Extrapolations                   | Джуниор                      | Сериал |
|           | Зверь во мне               | The Beast in Me                  | Нил Джарвис                  | |